# Municipio de Shiloh (condado de Iredell)
El municipio de Shiloh (en inglés: Shiloh Township) es un municipio ubicado en el  condado de Iredell en el estado estadounidense de Carolina del Norte. En el año 2010 tenía una población de 8.705 habitantes.

## Geografía
El municipio de Shiloh se encuentra ubicado en las coordenadas 35°46′44.48″N 81°2′57.28″O / 35.7790222, -81.0492444.